# Andreas Birnbacher
Andreas Birnbacher, född 11 september 1981 i Prien am Chiemsee, Bayern, är en tysk skidskytt som tävlat i världscupen sedan 2001/02. 
Birnbacher deltog vid olympiska vinterspelen 2010 och hans bästa individuella resultat kom i distansloppet där han slutade på tolfte plats. Han ingick även i det tyska stafettlaget som oväntat missade medalj och slutade på en femte plats. 
Birnbacher har deltagit vid flera världsmästerskap i skidskytte. Individuellt kom hans främsta merit vid VM 2007 i Anterzelva där han slutade tvåa i masstarten, slagen bara av landsmannen Michael Greis. Birnbacher har vidare två stafettmedaljer båda ifrån VM i Östersund 2008: dels guld tillsammans med Sabrina Buchholz, Magdalena Neuner och Greis, dels en bronsmedalj i den vanliga stafetten tillsammans med Greis, Michael Rösch och Alexander Wolf.
I världscupen har Birnbacher hittills vunnit tre gånger. Sin första seger tog han den 17 mars 2011 vid sprinttävlingen i Holmenkollen.
Birnbacher är militär och bosatt i Schleching i Bayern.